# Massís colombià
El Massís colombià, (Macizo colombiano) també anomenat Nus d'Almaguer (Nudo de Almaguer) es troba a Colòmbia. Està format pel conjunt muntanyenc de la Serralada dels Andes colombians que cobreix els departaments de Cauca, Huila i Nariño, al sud es troba el Nudo de los Pastos i al nord les serralades Central i Oriental.

## Geografia
Ocupa un total de 3.268.237 d'hectàrees (32.682 km²) distribuïdes en 1.371.613 hectàrees de bosc; 1.542.313 hectàrees dedicades a l'agricultura; 256.685 hectáreas corresponents a páramos; 4.342 hectáreas dins la zona nival; 92.432 hectàrees amb vegetació xeròfila i 856 hectàrees ocupades per assentament urbans. Compta amb cims d'entre 2.600 i 4.700 d'altitud.
En aquest massís hi neixen els rius Patía (del vessant del Pacífic), el Cauca i el Magdalena (del vessant del Carib), i el Putumayo i el Caquetá (de la conca Amazònica).
El Massís colombià ha estat catalogat per part de la UNESCO com Reserva de la biosfera.

## Galeria fotogràfica

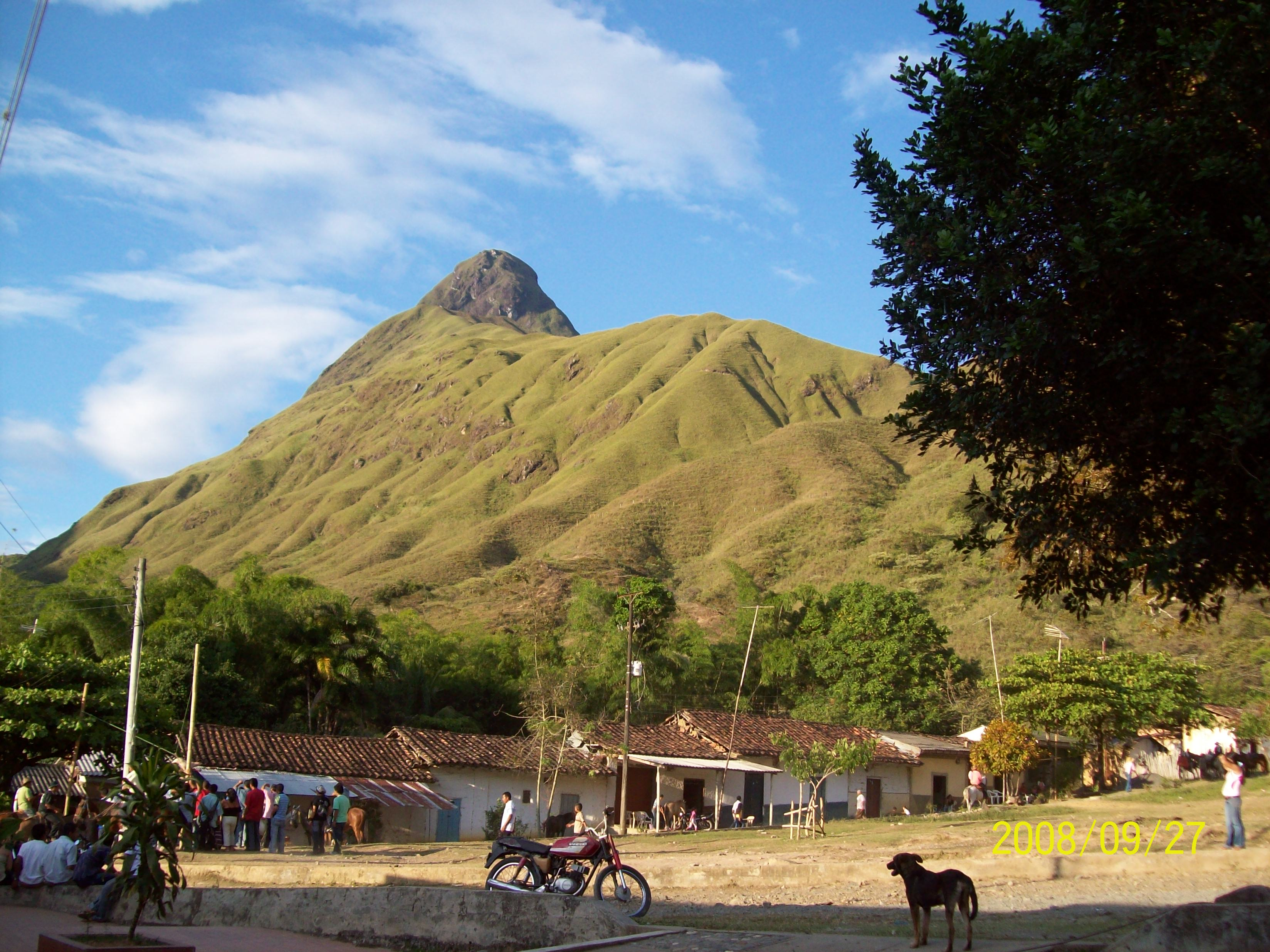
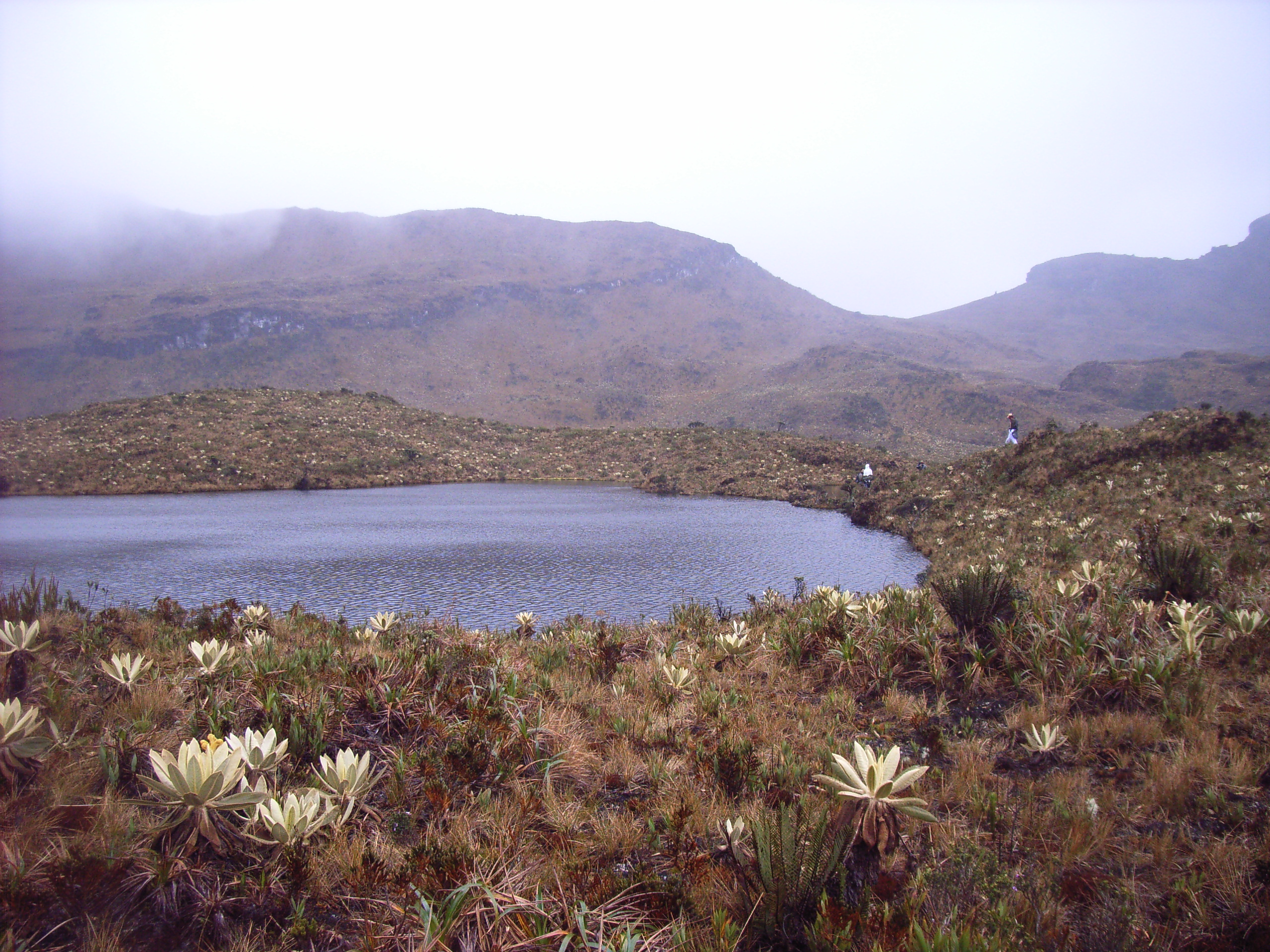
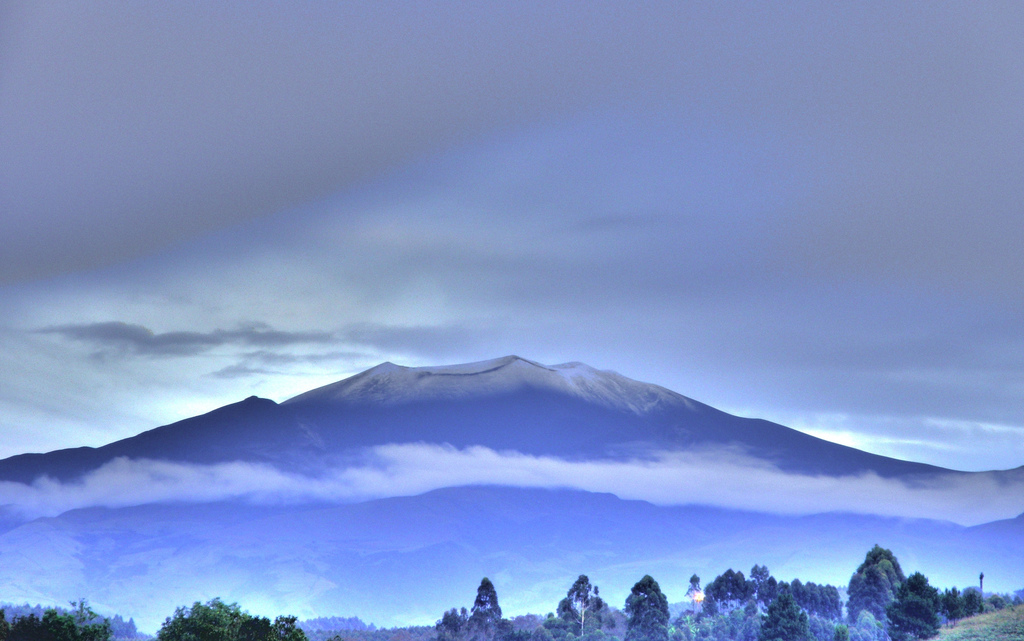

- Cerro de Lerma, a Cauca.
- Las Reginas.
- Volcà Puracé.